# Peligro
Peligro é o segundo álbum de estúdio da cantora colombiana Shakira, lançado em 25 de março de 1993, apenas em seu país natal, pela Sony quando a cantora tinha apenas 16 anos. O álbum vendeu mil cópias.
Esse álbum fez um pouco mais de sucesso do que a sua fracassada estréia em 1991, e apesar da Sony ter visto o potencial artístico da cantora, esta decidiu terminar o colegial antes de lançar um novo álbum. O álbum resulta de um bom material escrito pela cantora. O título originou-se de um evento no qual a cantora foi expulsa do concurso de música OTI, na Espanha, por ter fingido ser maior de idade.[carece de fontes?]

## Antecedentes e composição
O autor Ximena Diego escreveu que "os primeiros quinze anos da vida de Shakira, lhe deram uma amostra do quão doce o estrelato poderia ser"; Ela foi assinou com a Sony Music Columbia, aos 13 anos, com o acordo de gravar três álbuns, que eram Magia, Peligro e Pies descalzos. Enquanto Magia, seu álbum de estréia, não teve muito sucesso comercialmente, com apenas 1.200 cópias vendidas, as músicas desse disco ganharam freqüentes rotações no rádio, nas estações de rádio colombianas e de acordo com Diego, mostraram a ela potencial.
Apesar da falta de vendas de Magia, a Sony Colômbia teve maiores expectativas para o segundo álbum de Shakira, na esperança de aumentar a popularidade que já estava tendo. Diego escreveu, no entanto, que o tempo durante a produção e lançamento de Peligro, provaria que "a estrada de um artista não é fácil". Os vários meses de produção de Peligro, foi um dos períodos mais frustrantes de Shakira, em sua carreira, resultando de um "álbum estranho", que não foi bem coa a cantora. O álbum apresenta músicas escritas por Shakira e outros compositores, incluindo Eddie Sierra, que escreveu "El Amor de Mi Vida" do álbum de estréia auto-intitulado de Ricky Martin. O comunicado de imprensa da Sony Colombia, que parece satisfeito com o resultado final, descreveu o conteúdo lírico do álbum, como "profundo", "direto" e "cheio de magia e poesia". Musicalmente, o disco tem um "tratamento de balada norte-americana", com instrumentação de guitarras de rock, pianos acústicos e saxofones estilo Kenny G.

## Lançamento
"Peligro" foi lançado como single dos álbuns em 29 de janeiro de 1993. Shakira então lançou o segundo single "Brujeria", em 17 de abril de 1993. O 3º single "Eres", foi lançado em vinil, mas essa é a única promoção que o single recebeu, mas foi interpretado no Festival de Viña del Mar de 1993.[carece de fontes?] O quarto e último single do álbum foi "Tú Serás La Historia De Mi Vida". Foi o único single do disco que teve um videoclipe. Também foi incluído na sua primeira digressão "Tour Pies Descalzos" de Shakira, bem como na faixa "Magia", de seu disco de estréia Magia. Shakira não ficou satisfeita com o resultado final de Peligro, de modo que decidiu não promover o disco. A revista TVyNovelas, premiou a canção, A gravadora enviou o álbum para algumas estações de rádio e a música "Tú Serás La Historia De Mi Vida", foi tocada em algumas estações locais em alguns meses. Mas a falta de apoio de Shakira resultou no cancelamento de ensaios e performances ao vivo, bem como sem músicas de grande conhecimento do grande público. Embora o disco tenha sido um pouco mais bem recebido do público do que o Magia, ele não conseguiu atender às expectativas da Sony Colômbia, com menos de 1.000 cópias vendidas. Shakira se recusou a permitir o relançamento de Magia e de seu seguinte álbum, Peligro, por causa de sua "imaturidade", e ambos os LPs nunca tiveram qualquer tipo de lançamento internacional.

## Faixas
Todas as faixas por Shakira, exceto onde anotado.
| N.º            | Título                                                                                    | Compositor(es)                                | Duração |  |
| 1.             | "Eres" (You're)                                                                           | Shakira                                       | 5:02    |  |
| 2.             | "Último Momento" (Last Moment)                                                            | Eduardo Paz                                   | 4:56    |  |
| 3.             | "Tú Serás La Historia De Mi Vida" (You'll Be The Story Of My Life)                        | Desmond Child                                 | 4:52    |  |
| 4.             | "Peligro" (Danger)                                                                        | Eduardo Paz                                   | 4:39    |  |
| 5.             | "Quince Años" (Fifteen Years Old)                                                         | Shakira                                       | 3:30    |  |
| 6.             | "Brujería" (Witchcraft)                                                                   | Eduardo Paz                                   | 4:12    |  |
| 7.             | "Eterno Amor" (Endless Love)                                                              | Eddie Sierra                                  | 4:47    |  |
| 8.             | "Controlas Mi Destino" (You Control My Destiny)                                           | Shakira                                       | 4:36    |  |
| 9.             | "Este Amor Es Lo Más Bello Del Mundo" (This Love Is The Most Beautiful Love In The World) | Eduardo Paz                                   | 4:20    |  |
| 10.            | "1968"                                                                                    | Shakira (lyrics & music), Eduardo Paz (music) | 4:44    |  |
| Duração total: | Duração total:                                                                            | Duração total:                                | 41:00   |  |